# Svømning under sommer-OL 2012 – 4 x 200m fri kvinder
4 x 200 meter fri stafet for kvinder under sommer-OL 2012 fandt sted 1. august 2012 i London Aquatics Centre. 

## Program
| 1. august                   | 13:35 | Indledende heat |
| 1. august                   | 21:59 | Finale          |
| Alle tidspunkt er norsk tid |       |                 |

## Resultater

### Indledende heat
| Placering | Bane | Heat | Nationalitet | Navn                                                                                                | Tid     | Note |
| --------- | ---- | ---- | ------------ | --------------------------------------------------------------------------------------------------- | ------- | ---- |
| 1         | 1    | 4    | AUS          | Brittany Elmslie () Angie Bainbridge () Jade Neilsen () Blair Evans ()                              | 7:49.44 | Q    |
| 2         | 2    | 4    | USA          | Lauren Perdue (1:58.07) Shannon Vreeland (1:57.04) Alyssa Anderson (1:57.33) Dana Vollmer (1:58.31) | 7:50.75 | Q    |
| 3         | 1    | 5    | CAN          | Barbara Jardin Samantha Cheverton Amanda Reason Brittany MacLean                                    | 7:50.84 | Q    |
| 4         | 2    | 6    | ITA          | | 7:52.75 | Q    |
| 5         | 1    | 3    | FRA          | | 7:52.88 | Q    |
| 6         | 2    | 5    | CHN          | | 7:53.66 | Q    |
| 7         | 1    | 6    | GBR          | | 7:54.31 | Q    |
| 8         | 1    | 2    | JPN          | | 7:54.56 | Q    |
| 9         | 2    | 3    | HUN          | | 7:54.58 |      |
| 10        | 1    | 1    | ESP          | | 7:54.59 |      |
| 11        | 2    | 2    | NZL          | | 7:55.92 |      |
| 12        | 1    | 7    | RUS          | | 7:56.50 |      |
| 13        | 2    | 7    | GER          | | 7:58.93 |      |
| 14        | 2    | 1    | SLO          | | 8:04.69 |      |
| 15        | 1    | 8    | UKR          | | 8:12.67 |      |
| 16        | 2    | 8    | POL          | | 8:13.76 |      |

### Final
| Placering | Bane | Nationalitet | Navn                                                                              | Tid     | Note   |
| --------- | ---- | ------------ | --------------------------------------------------------------------------------- | ------- | ------ |
| Guld      | 5    | USA          | Missy Franklin () Dana Vollmer () Shannon Vreeland () Allison Schmitt ()          | 7:42.92 | OR, AM |
| Sølv      | 4    | AUS          | Bronte Barratt () Melanie Schlanger () Kylie Palmer () Alicia Coutts ()           | 7:44.41 |        |
| Bronze    | 2    | FRA          | Camille Muffat () Charlotte Bonnet () Ophélie-Cyrielle Étienne () Coralie Balmy() | 7:47.49 | NR     |
| 4         | 3    | CAN          |                                                                                   | 7:50.65 |        |
| 5         | 1    | GBR          |                                                                                   | 7:52.37 |        |
| 6         | 7    | CHN          | Shija Wang () Ye Shiwen () Liu Jing () Tang Yi ()                                 | 7:53.11 |        |
| 7         | 6    | ITA          |                                                                                   | 7:56.30 |        |
| 8         | 8    | JPN          |                                                                                   | 7:56.73 |        |